# Карюков Михайло Федорович
Карюков Михайло Федорович (рос. Карюков Михаил Федорович, народився 27 липня 1905, Одеса - 2 грудня 1992) — радянський оператор, кінорежисер і сценарист.

## Біографія
Карюков Михайло Федорович народився 27 липня 1905 в м. Одеса. Помер - 2 грудня 1992 у Києві.
У 1923—1925 роках навчався на економічному факультеті торгово-промислового технікуму. У 1925 закінчив курси кіномеханіків при Одеському державному технікумі кінематографістів (ДТК). У 1930 - операторське відділення Одеського кінотехнікуму. 
Оператор комбінованих зйомок і організатор відділу комбінованих зйомок на різних кіностудіях СРСР. З 1955 — оператор Одеської кіностудії.

## Фільмографія

### Оператор
- На великому шляху, 1932
- Таємничий острів, 1941
- Тахір і Зухра, 1945 (у співавт.)
- Тінь у пірса, 1955

### Режисер
- Небо кличе, 1960 (у співавт.)
- Мрії назустріч, 1963 (у співавт.)

### Сценарист
- Маслянка-Ой!, 1952 (у співавт.)
- Небо кличе, 1960 (у співавт. з Є. Помєщиковим i О. Сазоновим)
- Мрії назустріч, 1963 (у співавт.)
- Кривава королева, 1966 (у співавт.)

## Книги
- «Нові способи комбінованих зйомок» (1939) (рос. Новые способы комбинированных съемок).